# ريموندو فلوريس
ريموندو فلوريس هو سياسي مكسيكي ينتمي إلى الحزب الثوري المؤسسي، وخدم في حكومة الحاكم خوسيه ناتيفيداد غونزاليس باراس. وهو رئيس البلدية الحالي (عمدة) أبوداكا.

## الحياة السياسية
شغل فلوريس إليزوندو منصب رئيس البلدية (عمدة) بلدية أبوداكا، ثم من عام 2000 إلى عام 2003 خدم في كونغرس نويفو ليون خلال المجلس التشريعي. من عام 2003 إلى عام 2006 خدم في مجلس وزراء الحاكم خوسيه ناتيفيداد غونزاليس باراس كرئيس لمترو مونتيري لكنه ترك هذا المنصب في عام 2006 للترشح مرة أخرى كمرشح الحزب الثوري المؤسسي لرئيس بلدية أبوداكا للانتخابات البلدية التي جرت في 2 يوليو 2006، وفاز في الانتخابات. من عام 2009 إلى عام 2012 شغل مرة أخرى منصب نائب محلي في كونغرس نويفو ليون، ثم في عام 2012 ترشح مرة أخرى لمنصب عمدة أبوداكا. فاز في الانتخابات ومن ثم عمل كرئيس للبلدية من عام 2012 إلى عام 2015. اعتبارًا من عام 2012 أصبح فلوريس هو العمدة الوحيد لبلدية في منطقة العاصمة مونتيري يخدم لفترة ثالثة كرئيس لبلدية نفس البلدية.